# Phthirusa podoptera
Phthirusa podoptera là một loài thực vật có hoa trong họ Loranthaceae. Loài này được (Cham. & Schltdl.) Kuijt miêu tả khoa học đầu tiên năm 1994.